# Danh sách cầu thủ tham dự Cúp bóng đá Nam Mỹ 1993
Đây là danh sách các đội hình tham dự Cúp bóng đá Nam Mỹ 1993 ở Ecuador, từ 15 tháng 6 đến 4 tháng 7 năm 1993. Giải đấu có sự ra mắt của hai đội tuyển, (México và Hoa Kỳ) vì thể thức giải đấu chuyển từ một thành ba bảng với mỗi bảng 4 đội.

## Bảng A

### Ecuador
Huấn luyện viên:  Dušan Drašković
| Số | Vt | Cầu thủ             | Ngày sinh (tuổi)            | Số trận | Câu lạc bộ        |
| -- | -- | ------------------- | --------------------------- | ------- | ----------------- |
| 1  | TM | Jacinto Espinoza    | 24 tháng 11, 1969 (23 tuổi) |         | Delfín            |
| 2  | HV | Jimmy Montanero     | 24 tháng 8, 1960 (32 tuổi)  |         | Barcelona         |
| 3  | HV | Hólger Quiñónez     | 18 tháng 9, 1962 (30 tuổi)  |         | Deportivo Pereira |
| 4  | HV | Byron Tenorio       | 14 tháng 6, 1966 (27 tuổi)  |         | Barcelona         |
| 5  | TV | Héctor Carabalí     | 15 tháng 2, 1972 (21 tuổi)  |         | Barcelona         |
| 6  | HV | Luis Capurro        | 1 tháng 5, 1961 (32 tuổi)   |         | Cerro Porteño     |
| 7  | TĐ | Carlos Muñoz        | 24 tháng 10, 1967 (25 tuổi) |         | Barcelona         |
| 8  | TV | Nixon Carcelén      | 10 tháng 2, 1969 (24 tuổi)  |         | Deportivo Quito   |
| 9  | TĐ | Eduardo Hurtado     | 12 tháng 1, 1969 (24 tuổi)  |         | Colo-Colo         |
| 10 | TV | Álex Aguinaga       | 9 tháng 7, 1968 (24 tuổi)   |         | Necaxa            |
| 11 | TĐ | Ángel Fernández     | 2 tháng 8, 1971 (21 tuổi)   |         | Emelec            |
| 12 | TM | Víctor Mendoza      | 24 tháng 8, 1961 (31 tuổi)  |         | Barcelona         |
| 13 | HV | Máximo Tenorio      | 30 tháng 9, 1969 (23 tuổi)  |         | Emelec            |
| 14 | TĐ | Raúl Avilés         | 17 tháng 2, 1964 (29 tuổi)  |         | Barcelona         |
| 15 | TĐ | José Gavica         | 8 tháng 1, 1969 (24 tuổi)   |         | Barcelona         |
| 16 | TV | Kléber Chalá        | 29 tháng 6, 1971 (21 tuổi)  |         | El Nacional       |
| 17 | TV | Eduardo Zambrano    | 21 tháng 1, 1970 (23 tuổi)  |         | LDU Quito         |
| 18 | HV | Dannes Coronel      | 24 tháng 5, 1973 (20 tuổi)  |         | Emelec            |
| 19 | TV | Luis Cherrez        | 19 tháng 1, 1968 (25 tuổi)  |         | El Nacional       |
| 20 | HV | Iván Hurtado        | 16 tháng 8, 1974 (18 tuổi)  |         | Emelec            |
| 21 | HV | José María Guerrero | 1 tháng 4, 1970 (23 tuổi)   |         | Barcelona         |
| 22 | HV | Raúl Noriega        | 4 tháng 1, 1970 (23 tuổi)   |         | Barcelona         |

### Hoa Kỳ
Huấn luyện viên:  Bora Milutinović
| Số | Vt | Cầu thủ           | Ngày sinh (tuổi)            | Số trận | Câu lạc bộ         |
| -- | -- | ----------------- | --------------------------- | ------- | ------------------ |
| 1  | TM | Tony Meola        | 21 tháng 2, 1969 (24 tuổi)  |         |                    |
| 2  | HV | Mike Lapper       | 28 tháng 8, 1970 (22 tuổi)  |         |                    |
| 3  | HV | John Doyle        | 16 tháng 3, 1966 (27 tuổi)  |         | Örgryte IS         |
| 4  | TV | Bruce Murray      | 25 tháng 1, 1966 (27 tuổi)  |         |                    |
| 5  | HV | Cle Kooiman       | 4 tháng 7, 1963 (29 tuổi)   |         | Cruz Azul          |
| 6  | TV | Mark Chung        | 18 tháng 6, 1970 (22 tuổi)  |         |                    |
| 7  | TĐ | Peter Woodring    | 5 tháng 2, 1968 (25 tuổi)   |         | Hamburger SV       |
| 8  | TV | Dominic Kinnear   | 26 tháng 7, 1967 (25 tuổi)  |         | San Jose Hawks     |
| 9  | TV | Tab Ramos         | 21 tháng 9, 1966 (26 tuổi)  |         | Real Betis         |
| 10 | TĐ | Peter Vermes      | 21 tháng 11, 1966 (26 tuổi) |         | UE Figueres        |
| 11 | TĐ | Jean Harbor       | 19 tháng 9, 1965 (27 tuổi)  |         | Tampa Bay Rowdies  |
| 12 | TV | Jeff Agoos        | 2 tháng 5, 1968 (25 tuổi)   |         |                    |
| 13 | TĐ | Cobi Jones        | 16 tháng 6, 1970 (22 tuổi)  |         |                    |
| 14 | TĐ | Joe-Max Moore     | 23 tháng 2, 1971 (22 tuổi)  |         |                    |
| 15 | HV | Desmond Armstrong | 2 tháng 11, 1964 (28 tuổi)  |         |                    |
| 16 | TV | Mike Sorber       | 14 tháng 5, 1971 (22 tuổi)  |         |                    |
| 17 | TM | Scoop Stanisic    | 6 tháng 3, 1963 (30 tuổi)   |         | Kansas City Attack |
| 18 | TM | Brad Friedel      | 18 tháng 5, 1971 (22 tuổi)  |         |                    |
| 19 | TV | Chris Henderson   | 11 tháng 12, 1970 (22 tuổi) |         |                    |
| 20 | HV | Paul Caligiuri    | 9 tháng 5, 1964 (29 tuổi)   |         |                    |
| 21 | HV | Fernando Clavijo  | 23 tháng 1, 1957 (36 tuổi)  |         |                    |
| 22 | HV | Alexi Lalas       | 1 tháng 6, 1970 (23 tuổi)   |         |                    |

### Uruguay
Huấn luyện viên: Luís Cubilla
| Số | Vt | Cầu thủ               | Ngày sinh (tuổi)            | Số trận | Câu lạc bộ            |
| -- | -- | --------------------- | --------------------------- | ------- | --------------------- |
| 1  | TM | Roberto Siboldi       | 24 tháng 9, 1965 (27 tuổi)  | 6       | Free Agent            |
| 2  | HV | Daniel Sánchez        | 3 tháng 5, 1961 (32 tuổi)   | 16      | Danubio               |
| 3  | HV | Fernando Kanapkis     | 6 tháng 6, 1966 (27 tuổi)   | 6       | Deportivo Mandiyu     |
| 4  | HV | Guillermo Sanguinetti | 21 tháng 6, 1966 (26 tuổi)  | 11      | Gimnasia La Plata     |
| 5  | TV | Santiago Ostolaza     | 10 tháng 7, 1962 (30 tuổi)  | 33      | Querétaro             |
| 6  | HV | Cesilio de los Santos | 12 tháng 2, 1965 (28 tuổi)  | 2       | América               |
| 7  | TĐ | Walter Peletti        | 31 tháng 5, 1966 (27 tuổi)  | 5       | Club Atlético Huracán |
| 8  | TV | Héctor Morán          | 13 tháng 2, 1962 (31 tuổi)  | 13      | Deportivo Mandiyu     |
| 9  | TV | Hugo Guerra           | 25 tháng 2, 1968 (25 tuổi)  | 5       | Gimnasia La Plata     |
| 10 | TV | Marcelo Saralegui     | 18 tháng 5, 1971 (22 tuổi)  | 6       | Torino                |
| 11 | TV | Adrián Paz            | 9 tháng 9, 1968 (24 tuổi)   | 4       | Estudiantes           |
| 12 | TM | Oscar Ferro           | 2 tháng 3, 1967 (26 tuổi)   | ??      | Peñarol               |
| 13 | HV | Héctor Rodríguez      | 22 tháng 10, 1968 (24 tuổi) | ??      | Defensor              |
| 14 | HV | Eber Moas             | 21 tháng 3, 1969 (24 tuổi)  | 18      | Independiente         |
| 15 | HV | Nelson Cabrera        | 18 tháng 7, 1967 (25 tuổi)  | 16      | Danubio               |
| 16 | HV | Álvaro Gutiérrez      | 21 tháng 7, 1967 (25 tuổi)  | 11      | Nacional              |
| 17 | TV | Jorge Barrios         | 24 tháng 1, 1961 (32 tuổi)  | ??      | Montevideo Wanderers  |
| 18 | TĐ | Jorge da Silva        | 11 tháng 12, 1961 (31 tuổi) | 22      | América de Cali       |
| 19 | TV | Fabián O'Neill        | 14 tháng 10, 1973 (19 tuổi) | 0       | Nacional              |
| 20 | TV | José Oscar Herrera    | 17 tháng 6, 1965 (27 tuổi)  | ??      | Cagliari              |
| 21 | TV | Enzo Phápscoli        | 12 tháng 11, 1961 (31 tuổi) | ??      | Cagliari              |
| 22 | TĐ | Rubén Sosa            | 25 tháng 4, 1966 (27 tuổi)  | 32      | Internazionale        |

### Venezuela
Huấn luyện viên:  Ratomir Dujković
| Số | Vt | Cầu thủ             | Ngày sinh (tuổi)            | Số trận | Câu lạc bộ               |
| -- | -- | ------------------- | --------------------------- | ------- | ------------------------ |
| 1  | TM | José Gómez          | 27 tháng 11, 1963 (29 tuổi) |         | Mineros                  |
| 2  | HV | Carlos José García  | 12 tháng 11, 1971 (21 tuổi) |         | Táchira                  |
| 3  | HV | Miguel Echenausi    | 21 tháng 2, 1968 (25 tuổi)  |         | Caracas Fútbol Club      |
| 4  | HV | Marcos Mathías      | 15 tháng 5, 1963 (30 tuổi)  |         | Trujillanos              |
| 5  | TV | Sergio Hernández    | 31 tháng 1, 1971 (22 tuổi)  |         | Táchira                  |
| 6  | HV | Leonardo Lupi       | 2 tháng 10, 1972 (20 tuổi)  |         | Trujillanos              |
| 7  | TV | Leonardo González   | 14 tháng 7, 1972 (20 tuổi)  |         | Trujillanos              |
| 8  | TV | Oswaldo Palencia    | 1 tháng 2, 1970 (23 tuổi)   |         | Estudiantes de Mérida    |
| 9  | TĐ | José Luis Dolgetta  | 1 tháng 8, 1970 (22 tuổi)   |         | Táchira                  |
| 10 | TV | Wilson Chacón       | 11 tháng 5, 1971 (22 tuổi)  |         | Táchira                  |
| 11 | TĐ | Carlos Contreras    | 17 tháng 8, 1972 (20 tuổi)  |         | Táchira                  |
| 12 | TM | Felix Golindano     | 16 tháng 11, 1969 (23 tuổi) |         | Trujillanos              |
| 13 | HV | Luis Filosa         | 15 tháng 2, 1973 (20 tuổi)  |         | Mineros                  |
| 14 | HV | Miguel Cordero      |                             |         | Portuguesa Agricultur    |
| 15 | TV | Ricardo Milillo     | 19 tháng 9, 1969 (23 tuổi)  |         | Estudiantes de Mérida    |
| 16 | HV | Alexander Echenique | 11 tháng 11, 1971 (21 tuổi) |         | Táchira                  |
| 17 | TĐ | Edson Rodríguez     | 24 tháng 7, 1970 (22 tuổi)  |         | Sport Maritimo           |
| 18 | TĐ | Juan Enrique García | 16 tháng 4, 1970 (23 tuổi)  |         | Minervén                 |
| 19 | TĐ | Stalin Rivas        | 5 tháng 9, 1971 (21 tuổi)   |         | Standard Liège           |
| 20 | HV | Juan Castellano     | 7 tháng 1, 1975 (18 tuổi)   |         | Sport Maritimo           |
| 22 | TM | Rafael Dudamel      | 7 tháng 1, 1973 (20 tuổi)   |         | Universidad de Los Andes |

## Bảng B

### Brasil
Huấn luyện viên: Carlos Alberto Parreira
Gil Baiano was a late injury replacement for the originally selected Luis Carlos Winck 
| Số | Vt | Cầu thủ          | Ngày sinh (tuổi)            | Số trận | Câu lạc bộ    |
| -- | -- | ---------------- | --------------------------- | ------- | ------------- |
| 1  | TM | Cláudio Taffarel | 8 tháng 5, 1966 (27 tuổi)   |         | Parma         |
| 2  | HV | Cafú             | 7 tháng 6, 1970 (23 tuổi)   |         | São Paulo     |
| 3  | HV | Antônio Carlos   | 18 tháng 5, 1969 (24 tuổi)  |         | Palmeiras     |
| 4  | HV | Válber           | 31 tháng 5, 1967 (26 tuổi)  |         | São Paulo,    |
| 5  | TV | César Sampaio    | 31 tháng 3, 1968 (25 tuổi)  |         | Palmeiras     |
| 6  | HV | Roberto Carlos   | 10 tháng 4, 1973 (20 tuổi)  |         | Palmeiras     |
| 7  | TĐ | Edmundo          | 2 tháng 4, 1971 (22 tuổi)   |         | Palmeiras     |
| 8  | TV | Boiadeiro        | 16 tháng 6, 1965 (27 tuổi)  |         | Cruzeiro      |
| 9  | TĐ | Müller           | 31 tháng 1, 1966 (27 tuổi)  |         | São Paulo     |
| 10 | TV | Palhinha         | 14 tháng 12, 1967 (25 tuổi) |         | São Paulo     |
| 11 | TV | Zinho            | 17 tháng 6, 1967 (25 tuổi)  |         | Palmeiras     |
| 12 | TM | Carlos           | 4 tháng 3, 1956 (37 tuổi)   |         | Portuguesa    |
| 13 | HV | Gil Baiano       | 3 tháng 11, 1966 (26 tuổi)  |         | Bragatino     |
| 14 | TV | Luís Henrique    | 20 tháng 8, 1968 (24 tuổi)  |         | Monaco        |
| 15 | HV | Paulão           | 25 tháng 3, 1967 (26 tuổi)  |         | Grêmio        |
| 16 | TV | Elivélton        | 31 tháng 7, 1971 (21 tuổi)  |         | São Paulo     |
| 17 | TV | Luisinho         | 17 tháng 3, 1965 (28 tuổi)  |         | Vasco da Gama |
| 18 | TV | Marquinhos       | 2 tháng 10, 1971 (21 tuổi)  |         | Flamengo      |
| 19 | TĐ | Edílson          | 17 tháng 9, 1971 (21 tuổi)  |         | Palmeiras     |
| 20 | TĐ | Almir            | 3 tháng 2, 1969 (24 tuổi)   |         | Santos        |
| 21 | TĐ | Viola            | 1 tháng 1, 1969 (24 tuổi)   |         | Corinthians   |
| 22 | TM | Zetti            | 10 tháng 1, 1965 (28 tuổi)  |         | São Paulo     |

### Chile
Huấn luyện viên: Arturo Salah
| Số | Vt | Cầu thủ                | Ngày sinh (tuổi)            | Số trận | Câu lạc bộ           |
| -- | -- | ---------------------- | --------------------------- | ------- | -------------------- |
| 1  | TM | Patricio Toledo        | 14 tháng 7, 1962 (30 tuổi)  | 14      | Universidad Católica |
| 2  | HV | Gabriel Mendoza        | 22 tháng 5, 1968 (25 tuổi)  | 11      | Colo-Colo            |
| 3  | HV | Eduardo Vilches        | 21 tháng 4, 1963 (30 tuổi)  | 17      | Colo-Colo            |
| 4  | HV | Javier Margas          | 10 tháng 5, 1969 (24 tuổi)  | 14      | Colo-Colo            |
| 5  | HV | Miguel Ramírez         | 11 tháng 6, 1970 (23 tuổi)  | 15      | Colo-Colo            |
| 6  | TV | Jaime Pizarro          | 2 tháng 3, 1964 (29 tuổi)   | 49      | Colo-Colo            |
| 7  | TĐ | Richard Zambrano       | 20 tháng 5, 1967 (26 tuổi)  | 6       | Universidad de Chile |
| 8  | TV | Mario Lepe             | 25 tháng 3, 1963 (30 tuổi)  | 16      | Universidad Católica |
| 9  | TĐ | Iván Zamorano          | 18 tháng 1, 1967 (26 tuổi)  | 21      | Real Madrid          |
| 10 | TV | Fabián Estay           | 5 tháng 10, 1968 (24 tuổi)  | 19      | Universidad de Chile |
| 11 | TV | Marcelo Vega           | 12 tháng 8, 1971 (21 tuổi)  | 6       | Unión Española       |
| 12 | TM | Marcelo Ramírez        | 29 tháng 5, 1965 (28 tuổi)  | 3       | Colo-Colo            |
| 13 | HV | Fernando Cornejo       | 28 tháng 11, 1969 (23 tuổi) | 3       | Cobreloa             |
| 14 | HV | Daniel López           | 3 tháng 6, 1969 (24 tuổi)   | 0       | Universidad Católica |
| 15 | TV | Luis Musrri            | 24 tháng 12, 1969 (23 tuổi) | 5       | Universidad de Chile |
| 16 | TV | Nelson Parraguez       | 5 tháng 4, 1971 (22 tuổi)   | 7       | Universidad Católica |
| 17 | TV | Fabián Guevara         | 22 tháng 6, 1968 (24 tuổi)  | 7       | Universidad de Chile |
| 18 | HV | Ricardo Gónzalez       | 31 tháng 8, 1965 (27 tuổi)  | 0       | Unión Española       |
| 19 | TĐ | Marco Antonio Figueroa | 21 tháng 2, 1962 (31 tuổi)  | 4       | Cobreloa             |
| 20 | TV | José Luis Sierra       | 5 tháng 12, 1968 (24 tuổi)  | 5       | Unión Española       |
| 21 | TĐ | Juan Castillo          | 29 tháng 10, 1970 (22 tuổi) | 3       | Unión Española       |
| 22 | TĐ | Rodrigo Barrera        | 30 tháng 3, 1970 (23 tuổi)  | 2       | Universidad Católica |

### Paraguay
Huấn luyện viên: Alicio Solalinde
| Số | Vt | Cầu thủ                | Ngày sinh (tuổi)           | Số trận | Câu lạc bộ                |
| -- | -- | ---------------------- | -------------------------- | ------- | ------------------------- |
| 1  | TM | José Luis Chilavert    | 27 tháng 7, 1965 (27 tuổi) |         | Vélez Sársfield           |
| 2  | HV | Teófilo Barrios        | 24 tháng 7, 1964 (28 tuổi) |         | Talleres de Córdoba       |
| 3  | HV | Mario César Ramírez    | 25 tháng 5, 1965 (28 tuổi) |         | Olimpia Asunción          |
| 4  | HV | Celso Ayala            | 20 tháng 8, 1970 (22 tuổi) |         | Olimpia Asunción          |
| 5  | HV | Silvio Suárez          | 5 tháng 1, 1969 (24 tuổi)  |         | Olimpia Asunción          |
| 6  | HV | Carlos Gamarra         | 17 tháng 2, 1971 (22 tuổi) |         | Cerro Porteño             |
| 7  | TV | Estanislao Struway     | 25 tháng 6, 1968 (24 tuổi) |         | Cerro Porteño             |
| 8  | TV | Gustavo Sotelo         | 16 tháng 3, 1968 (25 tuổi) |         | Cerro Porteño             |
| 9  | TV | Luis Alberto Monzón    | 26 tháng 5, 1970 (23 tuổi) |         | Olimpia Asunción          |
| 10 | TĐ | Roberto Cabañas        | 20 tháng 4, 1961 (32 tuổi) |         | Boca Juniors              |
| 11 | TĐ | Carlos Luis Torres     | 10 tháng 3, 1968 (25 tuổi) |         | Racing Club               |
| 12 | TM | Derlis Gómez           | 2 tháng 11, 1972 (20 tuổi) |         | Club Sol de América       |
| 13 | HV | Andrés Duarte          | 4 tháng 2, 1972 (21 tuổi)  |         | Cerro Porteño             |
| 14 | HV | Juan Ramón Jara        | 6 tháng 8, 1970 (22 tuổi)  |         | Olimpia Asunción          |
| 15 | HV | Juan Carlos Villamayor | 5 tháng 3, 1969 (24 tuổi)  |         | Colchagua                 |
| 16 | HV | Vidal Sanabria         | 11 tháng 4, 1967 (26 tuổi) |         | Olimpia Asunción          |
| 17 | TV | Roberto Acuña          | 25 tháng 3, 1972 (21 tuổi) |         | Club Nacional             |
| 18 | TĐ | Jorge Martín Núñez     | 28 tháng 1, 1978 (15 tuổi) |         | Universitario de Deportes |
| 19 | TV | Gabriel González       | 18 tháng 3, 1961 (32 tuổi) |         | Olimpia Asunción          |
| 20 | TV | Virgilio Ferreira      | 28 tháng 1, 1973 (20 tuổi) |         | Cerro Porteño             |
| 21 | TĐ | Marcial Garay          | 29 tháng 4, 1968 (25 tuổi) |         | Olimpia Asunción          |
| 22 | TM | Celso Guerrero         | 17 tháng 4, 1972 (21 tuổi) |         | Club Libertad             |

### Perú
Huấn luyện viên:  Vladimir Popović
| Số | Vt | Cầu thủ               | Ngày sinh (tuổi)            | Số trận | Câu lạc bộ                |
| -- | -- | --------------------- | --------------------------- | ------- | ------------------------- |
| 1  | TM | Miguel Miranda        | 13 tháng 8, 1966 (26 tuổi)  |         | Sporting Cristal          |
| 2  | HV | Jorge Soto            | 27 tháng 10, 1971 (21 tuổi) |         | Sporting Cristal          |
| 3  | HV | Juan Reynoso          | 28 tháng 12, 1969 (23 tuổi) |         | Universitario de Deportes |
| 4  | HV | Percy Olivares        | 5 tháng 6, 1968 (25 tuổi)   |         | Sporting Cristal          |
| 5  | HV | José Soto             | 11 tháng 1, 1970 (23 tuổi)  |         | Alianza Lima              |
| 6  | TV | José Luis Carranza    | 8 tháng 1, 1964 (29 tuổi)   |         | Universitario de Deportes |
| 7  | TĐ | Flavio Maestri        | 21 tháng 1, 1973 (20 tuổi)  |         | Sporting Cristal          |
| 8  | TV | José del Solar        | 28 tháng 11, 1967 (25 tuổi) |         | Tenerife                  |
| 9  | HV | Andrés González       | 8 tháng 4, 1968 (25 tuổi)   |         | Universitario de Deportes |
| 10 | TĐ | Pablo Zegarra         | 1 tháng 4, 1973 (20 tuổi)   |         | Sporting Cristal          |
| 11 | TĐ | Julio César Rivera    | 12 tháng 4, 1968 (25 tuổi)  |         | Sporting Cristal          |
| 12 | TM | Juan Carlos Zubczuk   | 31 tháng 3, 1965 (28 tuổi)  |         | Universitario de Deportes |
| 13 | TĐ | Mario Rodríguez       | 18 tháng 3, 1972 (21 tuổi)  |         | Alianza Lima              |
| 14 | TV | Roberto Martínez Vera | 3 tháng 12, 1967 (25 tuổi)  |         | Universitario de Deportes |
| 15 | TV | Roberto Palacios      | 28 tháng 12, 1972 (20 tuổi) |         | Sporting Cristal          |
| 16 | HV | César Charún          | 25 tháng 10, 1970 (22 tuổi) |         | Universitario de Deportes |
| 17 | HV | Darío Muchotrigo      | 17 tháng 12, 1970 (22 tuổi) |         | Alianza Lima              |
| 18 | TV | Alvaro Barco          | 27 tháng 6, 1967 (25 tuổi)  |         | Cobreloa                  |
| 19 | TV | Germán Carty          | 16 tháng 7, 1968 (24 tuổi)  |         | Sport Boys                |
| 20 | TĐ | Waldir Sáenz          | 15 tháng 5, 1973 (20 tuổi)  |         | Alianza Lima              |
| 21 | TM | Agapito Rodríguez     | 16 tháng 3, 1965 (28 tuổi)  |         | Alianza Lima              |

## Bảng C

### Argentina
Huấn luyện viên: Alfio Basile
| Số | Vt | Cầu thủ              | Ngày sinh (tuổi)            | Số trận | Câu lạc bộ           |
| -- | -- | -------------------- | --------------------------- | ------- | -------------------- |
| 1  | TM | Sergio Goycochea     | 17 tháng 10, 1963 (29 tuổi) |         | Olimpia Asunción     |
| 2  | HV | Sergio Vázquez       | 23 tháng 11, 1965 (27 tuổi) |         | Universidad Católica |
| 3  | HV | Ricardo Altamirano   | 12 tháng 12, 1965 (27 tuổi) |         | River Plate          |
| 4  | HV | Fabián Basualdo      | 26 tháng 2, 1964 (29 tuổi)  |         | River Plate          |
| 5  | TV | Fernando Redondo     | 6 tháng 6, 1969 (24 tuổi)   |         | Tenerife             |
| 6  | HV | Oscar Ruggeri        | 26 tháng 1, 1962 (31 tuổi)  |         | América              |
| 7  | TĐ | Ramón Medina Bello   | 29 tháng 4, 1966 (27 tuổi)  |         | River Plate          |
| 8  | TV | Dario Franco         | 17 tháng 1, 1969 (24 tuổi)  |         | Real Zaragoza        |
| 8  | TV | Jose Basualdo        | 20 tháng 6, 1963 (29 tuổi)  |         | Velez Sarsfield      |
| 9  | TĐ | Gabriel Batistuta    | 1 tháng 2, 1969 (24 tuổi)   |         | Fiorentina           |
| 10 | TV | Diego Simeone        | 28 tháng 4, 1970 (23 tuổi)  |         | Sevilla              |
| 11 | TV | Néstor Gorosito      | 14 tháng 5, 1964 (29 tuổi)  |         | San Lorenzo          |
| 12 | TM | Luis Islas           | 22 tháng 12, 1965 (27 tuổi) |         | Independiente        |
| 13 | HV | Fernando Cáceres     | 7 tháng 2, 1969 (24 tuổi)   |         | River Plate          |
| 14 | HV | Néstor Craviotto     | 3 tháng 10, 1963 (29 tuổi)  |         | Independiente        |
| 15 | HV | Jorge Borelli        | 2 tháng 11, 1964 (28 tuổi)  |         | Racing Club          |
| 16 | TV | Claudio García       | 24 tháng 8, 1963 (29 tuổi)  |         | Racing Club          |
| 17 | TV | Gustavo Zapata       | 15 tháng 10, 1967 (25 tuổi) |         | River Plate          |
| 18 | TĐ | Alberto Acosta       | 23 tháng 8, 1966 (26 tuổi)  |         | Boca Juniors         |
| 19 | TĐ | Julio Alberto Zamora | 11 tháng 3, 1966 (27 tuổi)  |         | Newell's Old Boys    |
| 20 | TV | Leonardo Rodríguez   | 27 tháng 8, 1966 (26 tuổi)  |         | Atalanta             |
| 21 | TM | Norberto Scoponi     | 13 tháng 1, 1961 (32 tuổi)  |         | Newell's Old Boys    |
| 22 | TV | Alejandro Mancuso    | 4 tháng 9, 1968 (24 tuổi)   |         | Boca Juniors         |

 Because of the lesion suffered by Darío Franco in Argentina's first match against Bolivia (rupture of tibia and fibula), the CSF authorized to replace him; the coach chose to include José Basualdo.

### Bolivia
Huấn luyện viên:  Xabier Azkargorta
| Số | Vt | Cầu thủ                | Ngày sinh (tuổi)            | Số trận | Câu lạc bộ        |
| -- | -- | ---------------------- | --------------------------- | ------- | ----------------- |
| 1  | TM | Dario Rojas            | 20 tháng 1, 1961 (32 tuổi)  |         | Oriente Petrolero |
| 2  | HV | Juan Manuel Peña       | 17 tháng 1, 1973 (20 tuổi)  |         | Blooming          |
| 3  | HV | Marco Sandy            | 29 tháng 8, 1971 (21 tuổi)  |         | Bolivar           |
| 4  | HV | Miguel Rimba           | 1 tháng 11, 1967 (25 tuổi)  |         | Bolivar           |
| 5  | HV | Gustavo Quinteros      | 15 tháng 2, 1965 (28 tuổi)  |         | Club San José     |
| 6  | TV | Carlos Borja           | 25 tháng 12, 1965 (27 tuổi) |         | Bolivar           |
| 7  | TĐ | Johnny Villarroel      | 11 tháng 8, 1968 (24 tuổi)  | 1       | The Strongest     |
| 8  | TV | José Melgar            | 20 tháng 9, 1959 (33 tuổi)  |         | Free Agent        |
| 9  | TĐ | Álvaro Peña            | 11 tháng 2, 1966 (27 tuổi)  |         | Deportes Temuco   |
| 10 | TĐ | Marco Etcheverry       | 26 tháng 9, 1970 (22 tuổi)  |         | Bolivar           |
| 11 | TĐ | Jaime Moreno           | 19 tháng 1, 1974 (19 tuổi)  |         | Blooming          |
| 12 | TM | Marcelo Torrico        | 11 tháng 1, 1972 (21 tuổi)  |         | The Strongest     |
| 13 | HV | Modesto Soruco         | 12 tháng 2, 1966 (27 tuổi)  |         | Club Blooming     |
| 14 | TV | Juan Carlos Rios       | 11 tháng 5, 1972 (21 tuổi)  |         | Atlético Ciclón   |
| 15 | TV | Roberto Perez          | 17 tháng 4, 1960 (33 tuổi)  |         | Club San José     |
| 16 | TV | Luis Cristaldo         | 31 tháng 8, 1969 (23 tuổi)  |         | Oriente Petrolero |
| 17 | TĐ | William Ramallo        | 4 tháng 7, 1961 (31 tuổi)   |         | Club Destroyers   |
| 18 | HV | Miguel Ángel Noro      | 22 tháng 8, 1961 (31 tuổi)  |         | Club Destroyers   |
| 19 | TĐ | Iván Castillo          | 11 tháng 7, 1970 (22 tuổi)  |         | Bolivar           |
| 20 | TĐ | Ramiro Castillo        | 27 tháng 3, 1966 (27 tuổi)  |         | Free Agent        |
| 21 | TV | Erwin Sánchez          | 19 tháng 10, 1969 (23 tuổi) |         | Boavista          |
| 22 | TĐ | Julio César Baldivieso | 2 tháng 12, 1971 (21 tuổi)  |         | Bolivar           |

### Colombia
Huấn luyện viên: Francisco Maturana
| Số | Vt | Cầu thủ               | Ngày sinh (tuổi)            | Số trận | Câu lạc bộ             |
| -- | -- | --------------------- | --------------------------- | ------- | ---------------------- |
| 1  | TM | Óscar Córdoba         | 3 tháng 2, 1970 (23 tuổi)   |         | Once Caldas            |
| 2  | HV | Óscar Cortés          | 19 tháng 10, 1968 (24 tuổi) |         | Millonarios            |
| 3  | HV | Alexis Mendoza        | 8 tháng 11, 1961 (31 tuổi)  |         | Atlético Junior        |
| 4  | HV | Luis Fernando Herrera | 12 tháng 6, 1962 (31 tuổi)  |         | Atlético Nacional      |
| 5  | TV | Hermán Gaviria        | 27 tháng 11, 1969 (23 tuổi) |         | Atlético Nacional      |
| 6  | TV | Gabriel Gómez         | 8 tháng 12, 1959 (33 tuổi)  |         | Atlético Nacional      |
| 7  | TĐ | Orlando Maturana      | 11 tháng 10, 1965 (27 tuổi) |         | América Cali           |
| 8  | TV | Alexis García         | 21 tháng 7, 1960 (32 tuổi)  |         | Atlético Nacional      |
| 9  | TĐ | Víctor Aristizábal    | 9 tháng 12, 1971 (21 tuổi)  |         | Atlético Nacional      |
| 10 | TV | Carlos Valderrama     | 2 tháng 9, 1961 (31 tuổi)   |         | Atlético Junior        |
| 11 | TĐ | Adolfo Valencia       | 6 tháng 2, 1968 (25 tuổi)   |         | Independiente Santa Fe |
| 12 | TM | Farid Mondragón       | 21 tháng 6, 1971 (21 tuổi)  |         | Cerro Porteño          |
| 13 | TV | Víctor Pacheco        | 24 tháng 9, 1972 (20 tuổi)  |         | Atlético Junior        |
| 14 | TV | Leonel Álvarez        | 29 tháng 7, 1965 (27 tuổi)  |         | América Cali           |
| 15 | HV | Luis Carlos Perea     | 29 tháng 12, 1963 (29 tuổi) |         | Independiente Medellín |
| 16 | TV | John Harold Lozano    | 30 tháng 3, 1972 (21 tuổi)  |         | América Cali           |
| 17 | TĐ | Faustino Asprilla     | 10 tháng 11, 1969 (23 tuổi) |         | Parma                  |
| 18 | HV | Diego Osorio          | 21 tháng 7, 1970 (22 tuổi)  |         | Atlético Nacional      |
| 19 | TV | Freddy Rincón         | 14 tháng 8, 1966 (26 tuổi)  |         | América Cali           |
| 20 | HV | Wilson Pérez          | 9 tháng 8, 1967 (25 tuổi)   |         | América Cali           |
| 21 | HV | Ricardo Pérez         | 21 tháng 7, 1973 (19 tuổi)  |         | Millonarios            |
| 22 | TM | José María Pazo       | 4 tháng 4, 1964 (29 tuổi)   |         | Atlético Junior        |

### México
Huấn luyện viên: Miguel Mejía Barón
| Số | Vt | Cầu thủ              | Ngày sinh (tuổi)            | Số trận | Câu lạc bộ      |
| -- | -- | -------------------- | --------------------------- | ------- | --------------- |
| 1  | TM | Jorge Campos         | 15 tháng 10, 1966 (26 tuổi) |         | UNAM Pumas      |
| 2  | HV | Claudio Suárez       | 17 tháng 12, 1968 (24 tuổi) |         | UNAM Pumas      |
| 3  | HV | Juan Ramírez Perales | 8 tháng 3, 1969 (24 tuổi)   |         | UNAM Pumas      |
| 4  | HV | Ignacio Ambríz       | 7 tháng 2, 1965 (28 tuổi)   |         | Necaxa          |
| 5  | HV | Ramón Ramírez        | 5 tháng 12, 1969 (23 tuổi)  |         | Santos Laguna   |
| 6  | HV | Miguel Herrera       | 18 tháng 2, 1968 (25 tuổi)  |         | Atlante         |
| 7  | TV | David Patiño         | 6 tháng 9, 1967 (25 tuổi)   |         | UNAM Pumas      |
| 8  | TV | Alberto García Aspe  | 11 tháng 5, 1967 (26 tuổi)  |         | Necaxa          |
| 9  | TĐ | Hugo Sánchez(C)      | 11 tháng 7, 1958 (34 tuổi)  |         | América         |
| 10 | TĐ | Luis García          | 1 tháng 6, 1969 (24 tuổi)   |         | Atlético Madrid |
| 11 | TĐ | Luis Roberto Alves   | 23 tháng 5, 1967 (26 tuổi)  |         | América         |
| 12 | TM | Alejandro García     | 26 tháng 1, 1961 (32 tuổi)  |         | Club América    |
| 13 | TV | Miguel España        | 4 tháng 4, 1961 (32 tuổi)   |         | UNAM Pumas      |
| 14 | TV | Carlos Turrubiates   | 24 tháng 1, 1968 (25 tuổi)  |         | León            |
| 15 | TĐ | Luis Flores          | 18 tháng 7, 1961 (31 tuổi)  |         | Atlas           |
| 16 | HV | Juan Hernández       | 8 tháng 3, 1965 (28 tuổi)   |         | América         |
| 17 | TV | Benjamín Galindo     | 11 tháng 12, 1960 (32 tuổi) |         | Guadalajara     |
| 18 | HV | Guillermo Muñoz      | 20 tháng 10, 1961 (31 tuổi) |         | Monterrey       |
| 19 | TV | Daniel Guzmán        | 31 tháng 12, 1965 (27 tuổi) |         | Atlante         |
| 20 | HV | Abraham Nava         | 23 tháng 1, 1964 (29 tuổi)  |         | Necaxa          |
| 21 | HV | Raúl Gutiérrez       | 16 tháng 10, 1966 (26 tuổi) |         | Atlante         |
| 22 | TM | Nicolás Navarro      | 17 tháng 2, 1963 (30 tuổi)  |         | Necaxa          |